# Serbannes
Serbannes – miejscowość i gmina we Francji, w regionie Owernia-Rodan-Alpy, w departamencie Allier.

## Demografia
Według danych na rok 1990 gminę zamieszkiwało 757 osób, a gęstość zaludnienia wynosiła 53 osoby/km². W styczniu 2015 r. Serbannes zamieszkiwały 792 osoby, przy gęstości zaludnienia wynoszącej 55,5 osób/km².